# 東福克 (亞利桑那州)
東福克（英語：East Fork）是位於美國亞利桑那州納瓦霍縣的一個人口普查指定地區。根據2010年美國人口普查，該地人口為699人，而該地的面積約為5.34平方千米。

## 地理
東福克的座標為33°48′1″N 109°55′43″W / 33.80028°N 109.92861°W，而該地最高點為海拔高度1597米（即5240英尺）。